# سگ باسکرویل (فیلم ۱۹۳۲)
«سگ باسکرویل» (انگلیسی: The Hound of the Baskervilles (1932 film)) یک فیلم است که در سال ۱۹۳۲ منتشر شد. از بازیگران آن می‌توان به جان استوارت و هدر آنجل اشاره کرد.